# Константий II Константинополски
Константий II Константинополски (на гръцки: Κωνστάντιος Β΄ Κωνσταντινουπόλεως) е гръцки духовник, кюстендилски епископ (около 1816 или 1819 – 1827), търновски митрополит (1827 – 1830) и вселенски патриарх (1834 – 1835).

## Биография
Роден е през 1764 година в Месемврия според Месемврийската кондика.
През 1812 година става кръстник на Иван Лекарски. През 1816 година издейства издаването на султански ферман за построяването на кюстендилската митрополитска църква „Успение Богородично“. В бележки към един ръкописен ирмологион, открит в Дупница, се споменават имената на патриарх Евгений II Константинополски и на преосвещения и богоизбран Константий, митрополит на светейшата митрополия Кюстендилска и Щипска и екзарх на цяла Мизия. От тези бележки е видно, че Константий е заемал митрополитския трон по времето на цариградския патриарх Евгений (22 април 1821 – 8 август 1822). В турски ходжет от 1823 година е посочен като член-съветник на съдебно-шериатското съдилище.
На 25 януари 1827 година е избран за търновски митрополит, за да замести подалия оставка предишен владика Иларион Критянин. Заема тази длъжност до ноември 1830 година.
От 18 (30) август 1834 година до 26 септември (8 октомври) 1835 година е вселенски патриарх. Умира на 17 юни 1859 година в Цариград, в къщата си в Арнауткьой.